# 1234 en santé et médecine
| Années de la santé et de la médecine : 1231 - 1232 - 1233 - 1234 - 1235 - 1236 - 1237    |
| Décennies de la santé et de la médecine : 1200 - 1210 - 1220 - 1230 - 1240 - 1250 - 1260 |

## Événements

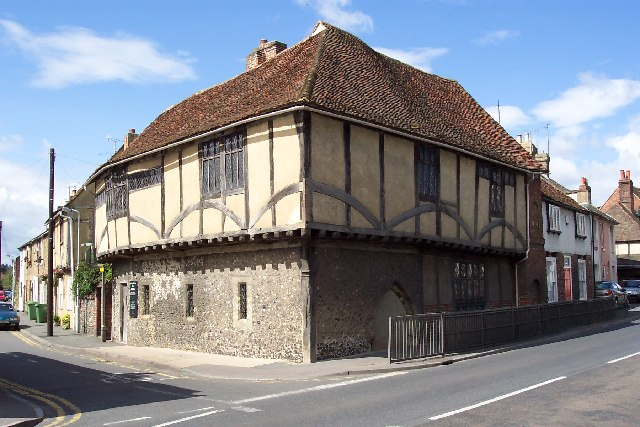
Maison-Dieu
d'Ospringe Faversham

- Par une décrétale du pape Grégoire IX[1], l'Église fixe officiellement au quarante-deuxième jour, selon l'avis d'Hippocrate, le terme de l'animation de l'embryon et, reprenant l'affirmation de Gratien (1140) répétée par Innocent III en 1211, elle reconnaît que « n’est pas homicide celui qui procure l’avortement avant que l’âme ne soit infusée dans le corps[2] ».
- Une autre décrétale de Grégoire IX[3] confirme le canon, promulgué en 1216 par Innocent III à l'issue du concile du Latran, qui interdit aux prêtres et aux diacres la pratique de la chirurgie[4].
- Fondation de l'université al-Mustansiriyah, berceau de l'importante école de médecine de Bagdad[5].
- Fondation de l'hôtel-Dieu de Chaumont par Thibaut Ier, roi de Navarre et comte de Champagne[6].
- Henri III, roi d'Angleterre fonde un hôpital à Ospringe (en), paroisse de Faversham dans le Kent, établissement « voué à l'accueil des malades, des vieillards, voyageurs et pèlerins[7] ».
- Première mention d'une léproserie en Alsace[8], celle dite de l'Église-Rouge à Strasbourg[9].
- Une maison des malades (domus infirmorum) est attestée à Barbentane en Provence[10].

## Naissance
- Vers 1234 : Todros Aboulafia (mort après 1304), médecin et financier juif castillan, conseiller à la cour de Sanche IV et de Marie de Molina, neveu du philosophe Meïr Aboulafia[11].